# Bdelyrus
Bdelyrus là một chi bọ cánh cứng thuộc họ Scarabaeidae.